# 22784 Терезаоей
22784 Терезаоей (22784 Theresaoei) — астероїд головного поясу, відкритий 10 травня 1999 року.
Тіссеранів параметр щодо Юпітера — 3,473.